# LTU International
LTU International, Lufttransport-Unternehmen, var ett tyskt flygbolag vars huvudbas var belägen i Düsseldorf.

## Historia
LTU grundades i maj 1955 som Lufttransport Union och började flyga den 2 mars 1956 i Frankfurt. 1956 bytte man till det nuvarande namnet och har varit baserade i Düsseldorf sedan 1960. 
27 mars 2007 meddelades att LTU blivit uppköpt av Air Berlin som är Tysklands näst största flygbolag efter Lufthansa. LTU kom dock att fortsätta som ett självständigt flygbolag och att behålla sitt namn fram till 2009. I april 2011 blev LTU helt integrerad i Air Berlins Air Operator Certificate, och namnet upphörde att existera. 

## Flotta

### Sista flotta vid integration i Air Berlin
Innan LTU blev integrerat i Air Berlins Air Operator Certificate omfattade deras flotta 24 flygplan, endast Airbus (februari 2011). 

### Plan som tidigare ingått i flottan
- Vickers Viking 1956–1963
- Bristol 170 Freighter 1957–1961
- Douglas DC-4 1958–1960
- Fokker F-27 1961–1969
- Sud Aviation Caravelle 1964–1979
- Fokker F28 1969–1974
- Lockheed L-1011 TriStar 1973–1996 (?)
- Boeing 757 1996–2004
- Boeing 767 1996–2002
- McDonnell Douglas MD-11 1991–1998
- Airbus A320
- Airbus A321 2001–2009
- Airbus A330